# Grijsnekkanarie
De grijsnekkanarie (Serinus canicollis) is een zangvogel uit de familie van vinkachtigen (Fringillidae).

## Verspreiding en leefgebied
Deze soort komt voor in zuidelijk Afrika en telt 2 ondersoorten:
- Serinus canicollis griseitergum: oostelijk Zimbabwe en westelijk Mozambique.
- Serinus canicollis canicollis: Zuid-Afrika.